# União das Freguesias de Alcoutim e Pereiro
União das Freguesias de Alcoutim e Pereiro, kurz Alcoutim e Pereiro, ist eine Gemeinde (Freguesia) im Kreis (Concelho) von Alcoutim am Nordrand der Algarve, im Süden Portugals.
In der Gemeinde leben 1.134 Einwohner auf einer Fläche von 231,17 km² (Stand nach Zahlen von 2011).
Die Gemeinde entstand im Zuge der Gebietsreform in Portugal am 29. September 2013 durch Zusammenlegung der Gemeinden Alcoutim und Pereiro. Alcoutim wurde Sitz der Gemeinde, die ehemalige Gemeindeverwaltung in Pereiro blieb als Außenstelle und Bürgerbüro weiter bestehen.